# Fasula (dystrykt Pafos)
Fasula (gr. Φασούλα) – wieś w Republice Cypryjskiej, w dystrykcie Pafos. W 2011 roku liczyła 56 mieszkańców.
Leży nad rzeką Diarizos. W miejscowości znajduje się kościół z 1920 roku i cztery zabytkowe kapliczki.